# Aegus platyodon montanus
Aegus platyodon montanus es una subespecie de coleóptero de la familia Lucanidae.

## Distribución geográfica
Habita en Nueva Guinea y las islas Salomón.